# Kirche Zimmerwald

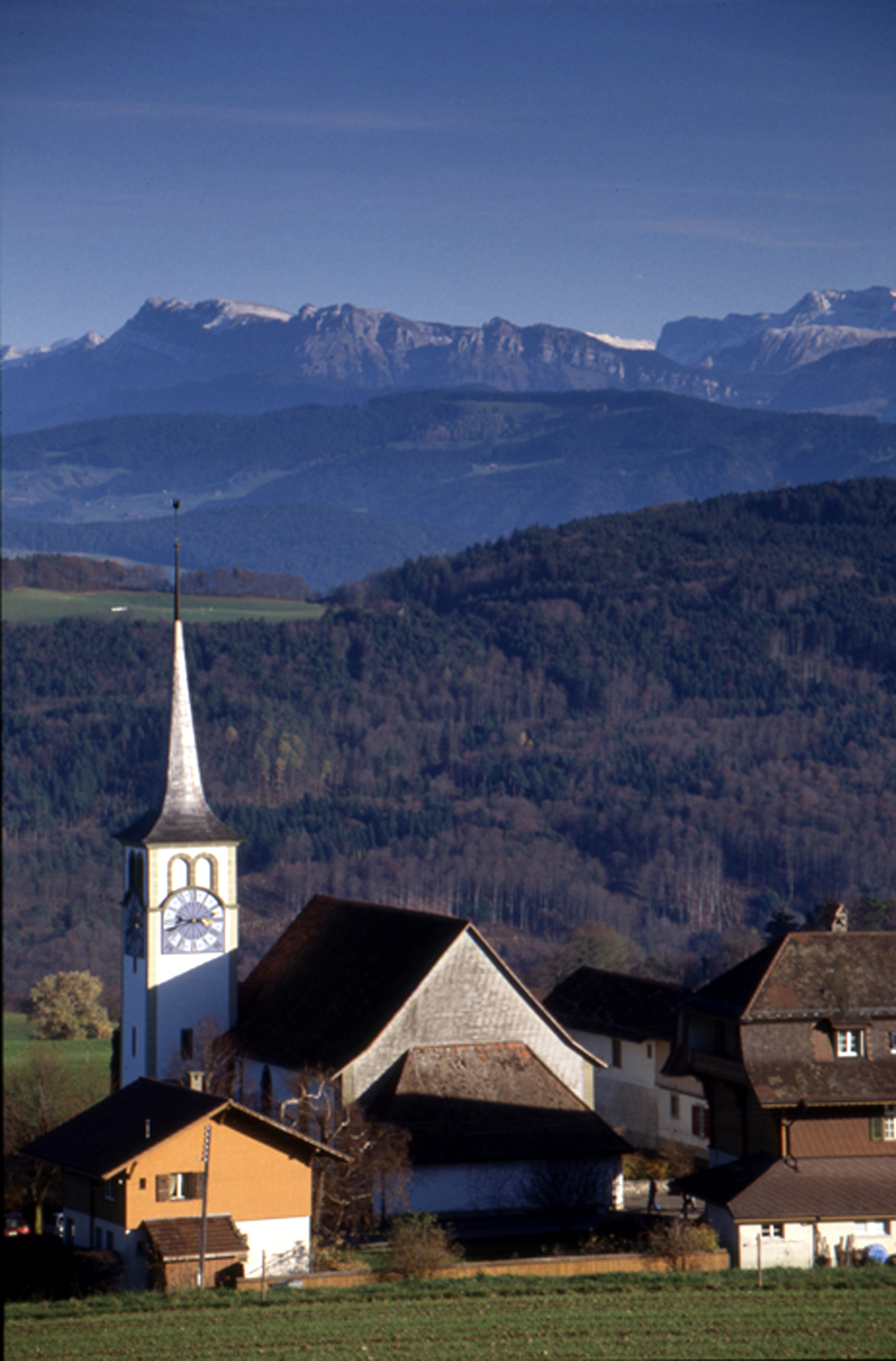
Kirche Zimmerwald (2001)

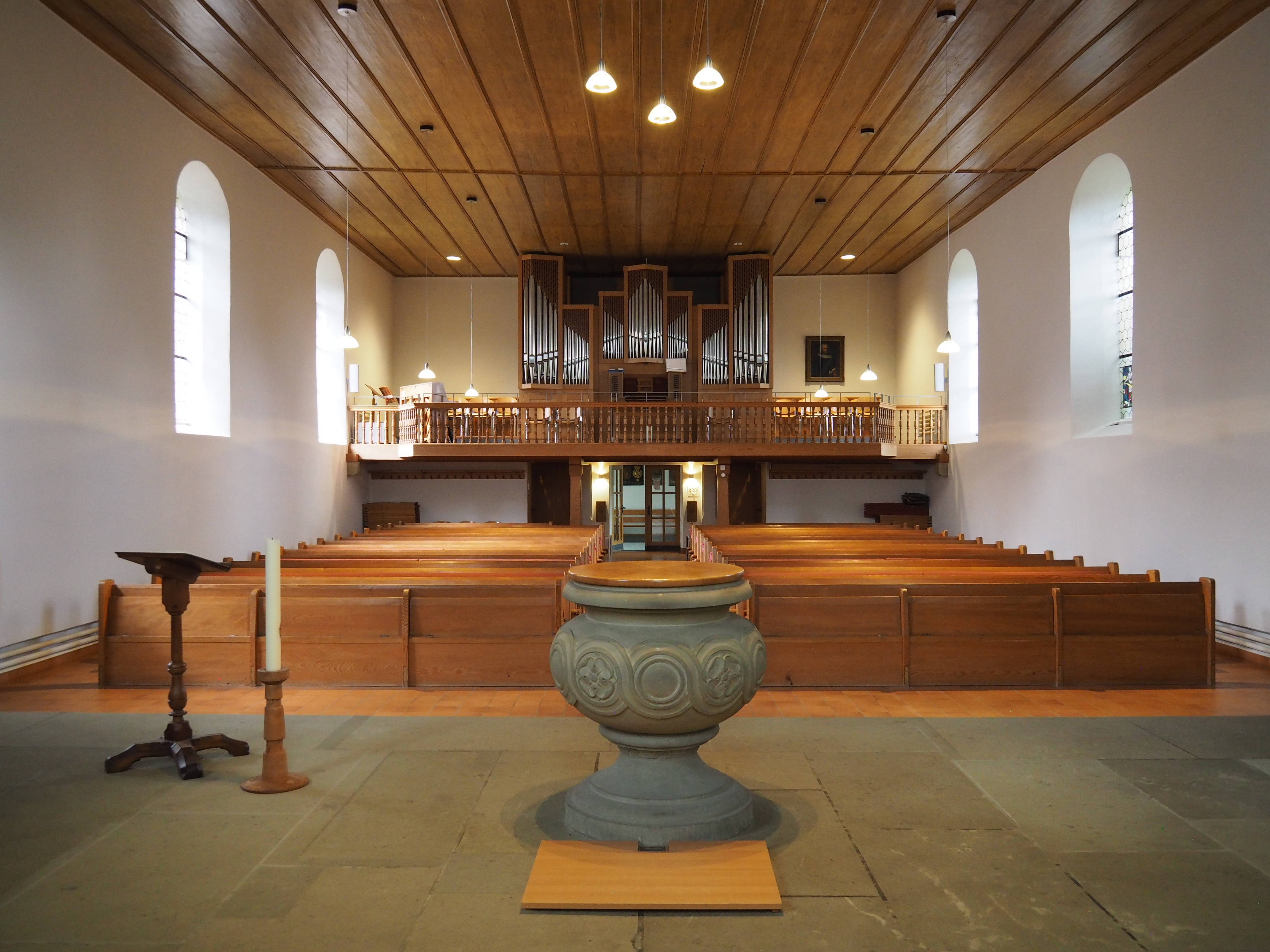
Kirche Zimmerwald, Innenraum (2021)

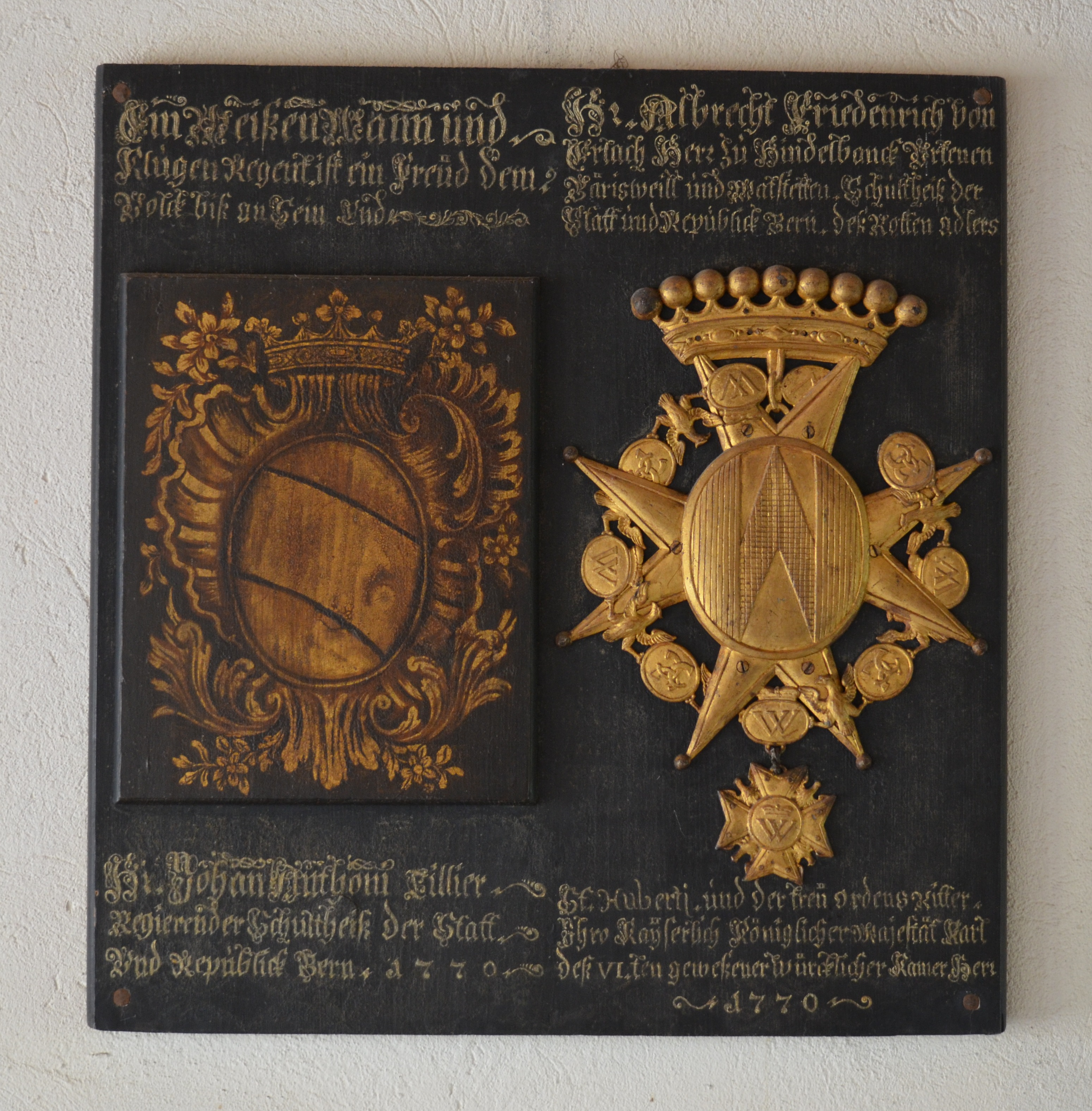
Wappentafel der Schultheissen Johann Anton Tillier und Albrecht Friedrich von Erlach (1770)

Die Kirche Zimmerwald ist die reformierte Kirche der Gemeinden Niedermuhlern und Wald BE im Kanton Bern, Schweiz.
Die Dörfer Englisberg, Obermuhlern, Niedermuhlern und Zimmerwald gehörten bis 1699 zum Kirchspiel Belp. In den Jahren 1697 bis 1699 wurde die giebelständige Saalkirche mit polygonalem Abschluss durch Abraham Dünz (1664–1728) erbaut. Der spätbarocke Taufstein ist datiert 1698. In der Vorhalle befinden sich sechs Wappentafeln der Orgelstifter von 1770, die sich ursprünglich am Orgellettner befunden haben. Die drei Chorfenster sind mit Glasmalereien nach Entwürfen von Aloys Balmer (1866–1933) aus dem Jahr 1905 ausgestattet.
Der Kircheninnenraum wurde 1958 durch Dubach & Gloor Architekten in Münsingen renoviert, 1986 erhielt Zimmerwald die heutige Orgel. 1991 erfolgte eine Aussensanierung, im Sommer 2017 erfolgte eine Renovation im Kircheninnenraum.

## Glocken
Die Kirche Zimmerwald verfügte bereits nach ihrer Vollendung über drei Glocken. Die Kirche Belp musste im Ausscheidungsverfahren eine Glocke an Zimmerwald abtreten und so gelangte eine gusseiserne, 1434 durch Guillaume Chaufornier wahrscheinlich für Romont gegossene Glocke hierher. Die älteste bekannte Eisenglocke der Schweiz dürfte 1475 als Beutestück aus den Burgunderkriegen nach Belp gekommen sein. Es ist denkbar, dass Petermann von Wabern, Schultheiss, Heerführer und Mitherr zu Belp, die Glocke nach Belp stiftete. Eine zweite Glocke stiftete die bernische Obrigkeit. Der Rat wies den Zeugbuchhalter David Wyss an, eine Glocke von 15 Zentnern Erz aus dem Zeughaus giessen zu lassen. Eine dritte, um 1528 entstandene Glocke wurde angekauft und laut Rechnung aus Kiesen geholt. Die obrigkeitlich gestiftete Glocke zerbrach 1779 und wurde 1781 durch einen Neuguss der Gebrüder Joseph und Jost Keiser in Solothurn ersetzt.
Nach dem Ersten Weltkrieg entstand in der Gemeinde der Wunsch, die eiserne Dankesglocke des alten Geläuts aufgrund ihres unpassenden Tons mit einer neuen Glocke zu ersetzen. Eine Kollekte brachte einen Betrag ein, der den Guss eines kompletten Geläuts ermöglichte. Die Giesserei Rüetschi in Aarau goss für Zimmerwald 1921 drei Glocken. Am 26. Februar 1922 fand die Glockenweihe statt.
| Glocke | Nominal   | Gussjahr | Giesser, Gussort                  | Masse    | Durchmesser | Bemerkung                                   |
| ------ | --------- | -------- | --------------------------------- | -------- | ----------- | ------------------------------------------- |
| 1      | c′        | um 1434  | Guillaume Chaufornier             | 0173 kg  | 065 cm      | Depositum im Bernischen Historischen Museum |
| 2      | unbekannt | um 1699  | unbekannt                         | 0        | 0           | 1779 zerbrochen und eingeschmolzen          |
| 3      | unbekannt | um 1528  | unbekannt                         | 0        | 0           | 1921 eingeschmolzen                         |
| 4      | unbekannt | 1781     | Joseph und Jost Keiser, Solothurn | 0        | 0           | nicht erhalten                              |
| 5      | es′       | 1921     | Rüetschi, Aarau                   | 01560 kg | 0           | heisst Segensglocke                         |
| 6      | as′       | 1921     | Rüetschi, Aarau                   | 0645 kg  | 0           | heisst Betglocke                            |
| 7      | c″        | 1921     | Rüetschi, Aarau                   | 0310 kg  | 0           | heisst Dankesglocke                         |

## Liste der Pfarrer und Pfarrerinnen (ab 1699)
| - Johann Heinrich Ringier, 1699–1707 - Daniel Neeser, 1707–1753 - Samuel Küpfer, 1753–1786 - Niklaus Gottlieb von Greyerz, 1786–1793 - Johann Imhof, 1793–1799 - Samuel Rengger, 1799–1802 - Samuel Rudolf Küpfer, 1802–1811 - Gottlieb Gruner, 1811–1830 - Karl Kocher, 1830–1873 - Friedrich Lutz, 1873–1882 | - Paul Eduard Kistler, 1882–1891 - Friedrich Hans Wäber, 1891–1907 - Emil Alfred Hopf, 1907–1937 - Hans Max Trapp, 1937–1977 - Jörg Rytz, 1977–2002 - Katharina Gysin, 2003–2012 - Susanne Berger, 2013–2019 - Susann Müller-Graf, seit 2008 - Andrea Figge, seit 2019 |